# دانييلي واتس
دانييلي واتس (بالإنجليزية: Danièle Watts)‏ هي ممثلة أمريكية، ولدت في 3 نوفمبر 1985 في مقاطعة ريفيرسايد في الولايات المتحدة.

## أعمال

### أفلام
- جانغو الحر[5]

### مسلسلات
- كيف قابلت أمكما
- ويدز

## وصلات خارجية
- دانييلي واتس على موقع IMDb (الإنجليزية)
- دانييلي واتس على موقع ألو سيني (الفرنسية)
- دانييلي واتس على موقع أول موفي (الإنجليزية)
- دانييلي واتس على موقع قاعدة بيانات الفيلم (الإنجليزية)
- دانييلي واتس على موقع كينوبويسك (الروسية)